# Grand Cay
Grand Cay est une île des Bahamas située à l'extrême nord de l'archipel des îles Abacos. On compterait environ 450 habitants sur l'île.
L'île de Grand Cay fut l'endroit où le président américain Nixon prit sa retraite.

## District
Grand Cay est l'un des 32 districts des Bahamas. Il est composé de l'île de Grand Cay ainsi que d'îlots alentour et porte le numéro 13 sur la carte.

## Sources
- Statoids.com